# Mats Hellström

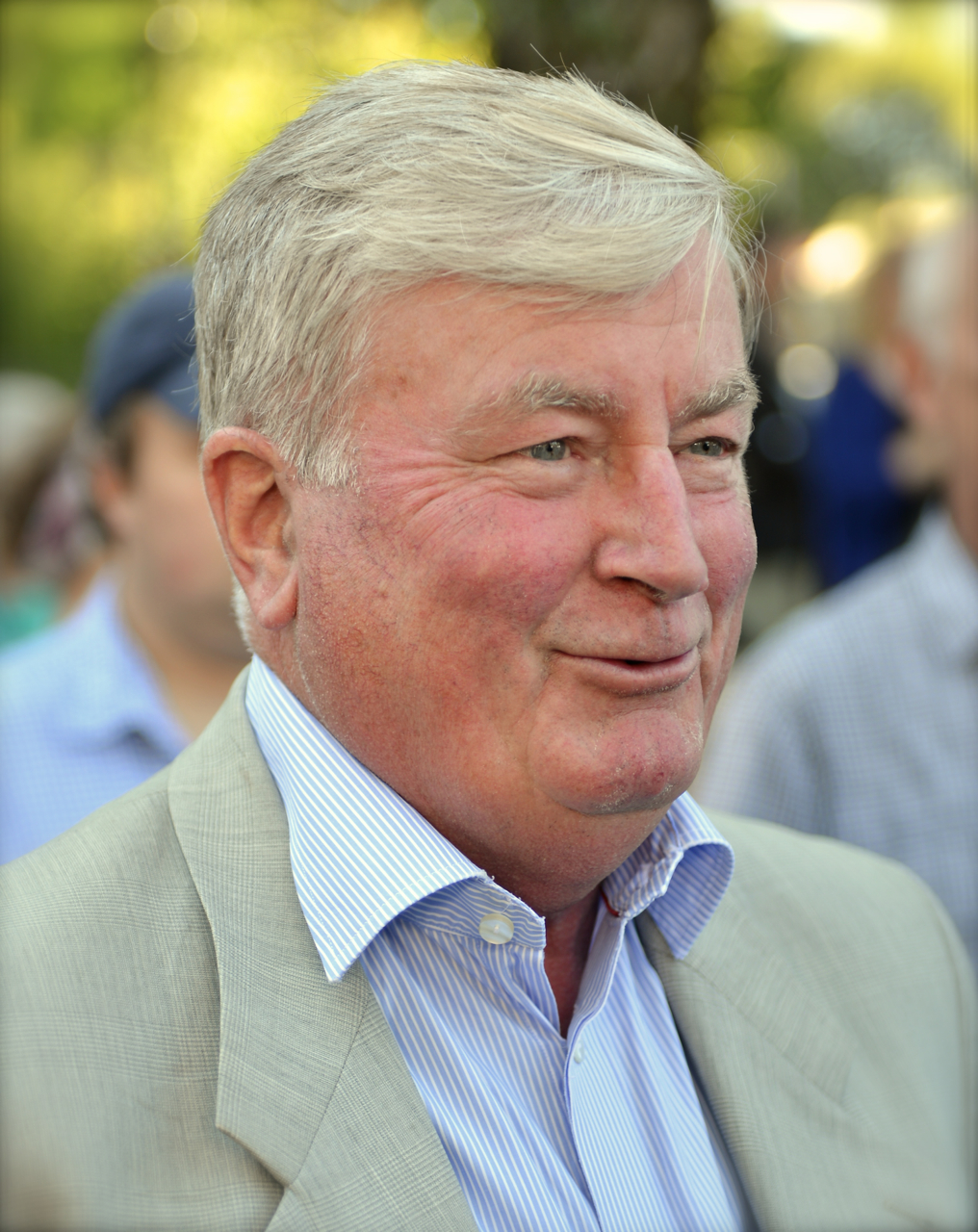
Mats Hellström, 2013

Mats Hellström (* 12. Januar 1942 in Stockholm) ist ein schwedischer Politiker und Diplomat.

## Leben
Er wurde als Sohn von Gunnar und Kajsa Hellström (geborene Johansson) geboren. Nach einem Abschluss an der Universität Stockholm im Jahr 1965 lehrte er von 1965 bis 1969 Ökonomie an der Universität. Er trat der Sozialdemokratischen Arbeiterpartei Schwedens bei und gehörte von 1968 bis 1972 dem Vorstand der Jugendorganisation an. 1969 wurde er auch Mitglied des Vorstands der Sozialdemokratischen Arbeiterpartei. Im gleichen Jahr wurde er als Mitglied in den Schwedischen Reichstag gewählt. Beide Funktionen hatte er letztlich bis 1996 inne. Im Parlament gehörte er dem Auswärtigen Ausschuss an. Von 1982 bis 1983 war er Vorsitzender des Finanzausschusses.
Von 1969 bis 1982 gehörte er zur schwedischen Delegation bei den Vereinten Nationen. Von 1970 bis 1975 hatte er die Funktion des Vorsitzenden der königlichen Kommission für Kinderbetreuung inne. Von 1974 bis 1976 war er auch Sonderberater im Arbeitsministerium.
Von 1983 bis 1986 war er schwedischer Minister für Außenhandel. Es folgte von 1986 bis 1991 das Amt des Landwirtschaftsministers, wobei er auch für die nordische Zusammenarbeit zuständig war. Von 1992 bis 1994 war er stellvertretender Vorsitzender und Leiter der sozialdemokratischen Gruppe der parlamentarischen EU-Gruppe. 1994 wurde er erneut Minister für Außenhandel, EU-Beziehungen und nordische Zusammenarbeit. 1996 wurde er schwedischer Botschafter in Deutschland. 2002 kehrte er zurück nach Schweden und war dann bis 2006 Landshövding von Stockholms län.

## Familie und Persönliches
Hellström ist verheiratet und Vater eines Sohns und einer Tochter. Neben Schwedisch spricht er auch Deutsch, Englisch und Französisch.

## Werke
- Die Zukunft der nordischen Zusammenarbeit, 1998